# University of Fort Hare

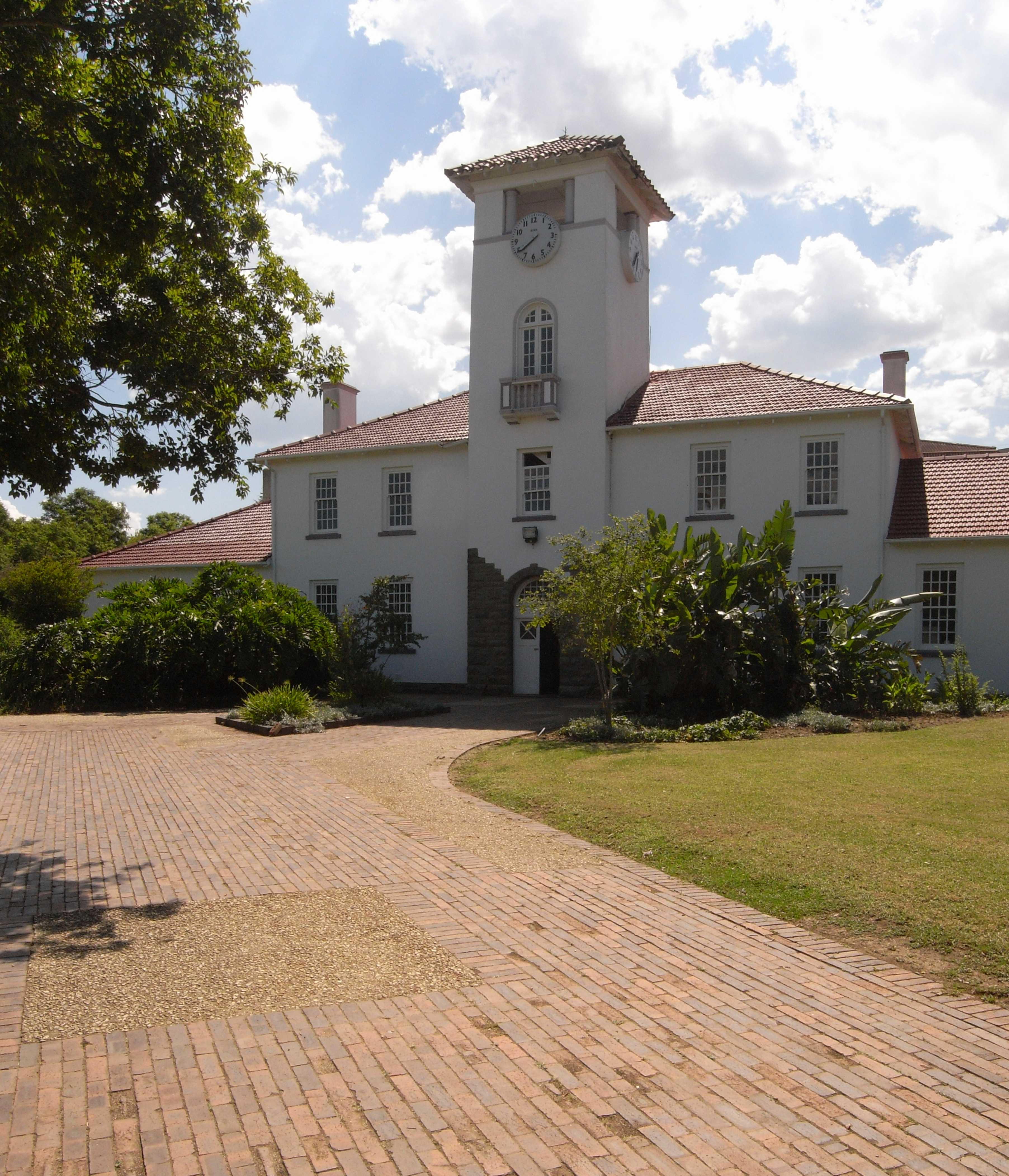
Altes Gebäude vom Fort auf dem Campus der Universität Fort Hare

Universität Fort Hare, Verwaltungsgebäude auf dem Campus

Universität Fort Hare, Bibliotheksgebäude

Universität Fort Hare, Studentenwohnheim

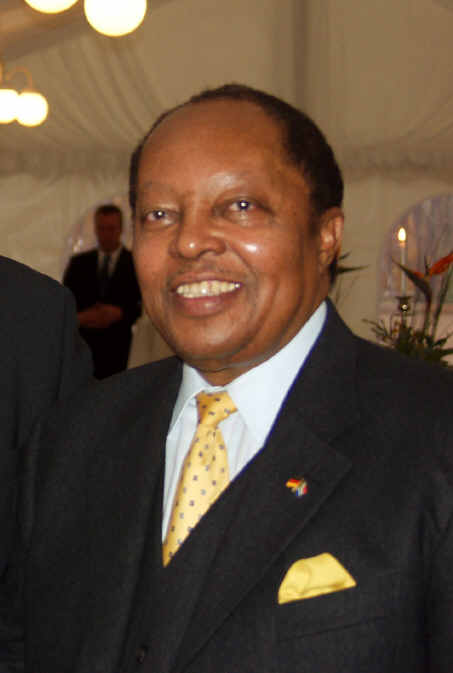
Sibusiso M. B. Bengu

Die Universität von Fort Hare (englisch: University of Fort Hare, kurz UFH oder Forte), 1916 als College in Alice gegründet, befindet sich in der südafrikanischen Provinz Ostkap und war bis in die 1960er Jahre die einzige höhere Bildungsanstalt für schwarze Afrikaner in Südafrika.
Einer der ersten Professoren war Davidson Don Tengo Jabavu, der dort isiXhosa, Latein, Geschichte und Anthropologie unterrichtete. Zu den bekanntesten Studenten dieser Universität zählen der Freiheitskämpfer und ehemalige Präsident Südafrikas Nelson Mandela und einer seiner wichtigsten Mitstreiter, Oliver Reginald Tambo, die dort juristische Kenntnisse erwarben, ferner auch Kenneth Kaunda und Mangosuthu Buthelezi.

## Name und Geschichte

### Das Fort Hare
Der Name Fort Hare verweist auf die ehemaligen Grenzbefestigungen in den Grenzkriegen des 19. Jahrhunderts. Colonel John Hare, Lieutenant Governor der Kapkolonie in den 1840er Jahren, ließ 1846 eine Befestigungsanlage am Rand der Siedlung Alice anlegen.

### Vorläufer und frühe Phase
In der Region um Alice entwickelten sich in der ersten Hälfte des 19. Jahrhunderts erste Bildungsaktivitäten für die Xhosa-Bevölkerung. Zu diesem Zweck gründeten sich hier Missionsschulen der Presbyterianer in Tyhume, Lovedale (heute Alice) und Burnshill. Besondere Bekanntheit erlangte dabei das Lovedale College. Diese Ausbildungsstätte begann 1820 ihre Arbeit in der Talregion des Tyhumefluss im Vorland der Amathole-Berge. Damit nahmen an diesem Ort Missionare die Ausbildung von Personen aus dem Kreise des Xhosa-Volkes zu Lehrern und Geistlichen auf. Im Verlauf der weiteren erfolgreichen Entwicklungen kamen auch Schüler aus anderen afrikanischen Völkern und Stämmen, wie den Zulu, Barolong, Tonga, Fingoe und Galla sowie aus europäischstämmigen Familien hinzu.
Am Aufbau der Missionsschule waren neben Reverend John Love in Glasgow die vor Ort tätigen schottischen Geistlichen John Ross und John Bennie federführend beteiligt. Diese Einrichtung wurde jedoch während des 6. Frontkriegs zerstört und 1841 als Lovedale Missionary Institute unter Leitung von Edward Govan nördlich von Alice auf Initiative der Glasgow Missionary Society eröffnet. Nach dessen Amtsperiode übernahm Reverend James Stewart (1831–1905) die Leitung und baute als überzeugter Verfechter des Gleichheitsgrundsatzes zwischen den Menschen die ihm anvertraute Schule erheblich aus. In dieser Zeit entstand ein gesonderter Ausbildungsbereich für Mädchen und jungen Frauen von den Xhosa und anderen afrikanischen Ethnien, woran Jane Elizabeth Waterston und Frau M. C. Muirhead erheblichen Anteil hatten.
Im Jahr 1905 begann in King William’s Town eine Diskussion über die Errichtung einer höheren Bildungsstätte für die schwarze Bevölkerung im Osten der Kapkolonie. Über zehn Jahre später wurde im Februar 1916 auf Anordnung des Premierministers General Louis Botha das South African Native College unter der Leitung von Alexander Kerr eröffnet. Dazu konnten die Ruinen und noch vorhandenen Anlagen des ehemaligen Forts bei Alice nutzbringend eingebunden werden. Die ersten Dozenten der neuen Bildungsstätte waren Alexander Kerr und Davidson Don Tengo Jabavu.
Im Jahr 1923 erhielt die Einrichtung mit dem Higher Education Act No. 30 den Status einer Institution für höhere Bildung („College“). Trotzdem blieben die hier studierenden Personen externe Studenten bei der University of South Africa (UNISA), einer föderal organisierten Hochschule mit mehreren Colleges im Land. Das South African Native College in Fort Hare war aber zu diesem Zeitpunkt keine angeschlossene Einrichtung (Constituent College). Um die Anerkennung der Abschlüsse zu gewährleisten, mussten fünf Vertreter aus Fort Hare in den Senat der University of South Africa gewählt und jährlich erneut bestätigt werden.
Der spätere Dozent und Principal Zachariah Keodirelang Matthews erwarb 1924 als erster schwarzer Afrikaner einen akademischen Grad (Bachelor of Arts) an der University of South Africa. Er übernahm 1936 in Fort Hare den Lehrauftrag für Anthropologie, Bantu-Recht und Bantu-Verwaltung. Am 16. März 1940 erhielt Kaiser Daliwonga Matanzima den Bachelor in denselben Fächern.
Die Finanzierung der bisher errichteten Gebäude des South African Native College stammte aus verschiedenen in- und ausländischen Quellen. Zu den Geldgebern für den Bau von Lehrgebäuden gehörte das United Transkeian Territories General Council, die United Free Church of Scotland, die südafrikanische Regierung, die Chamber of Mines und weitere Institutionen. Die Finanzierung des Baus und des Unterhalts der Unterkünfte leisteten kirchliche Geber, wie die Wesleyanische, Presbyterianische und die Anglikanische Kirche. US-amerikanische und kanadische Gliederungen der Young Men’s Christian Association unterstützten das Christian Union Building.

### Zeit nach 1945
Alexander Kerr zog sich 1948 von der Führung des College zurück. Clifford Dent übernahm in der Folge sein Amt. Im Jahr 1950 gab es beim Besuch von Gideon Brand van Zyl, dem Generalgouverneur der Südafrikanischen Union, einen studentischen Campusboykott, um gegen die Apartheidsverhältnisse allgemein und die damit verbundene Bildungsbenachteiligung im Land zu protestieren. In der Folge wurden Mangosuthu Buthelezi und andere politisch aktive Studierende exmatrikuliert.
Infolge des 1949 verabschiedeten Rhodes University Act wurde das College im März 1951 der Rhodes-Universität in Grahamstown angegliedert. Dadurch hatten die Studenten dieselben Examina wie in Grahamstown zu absolvieren. Mit Zustimmung des Ministeriums für Bildung, Kunst und Wissenschaft (Department of Education, Arts and Science) wurde das South African Native College von Fort Hare in University College of Fort Hare umbenannt, ohne damit eine Statusänderung zu erlangen. Als die Regierung 1954 eine Sonderkommission für die Hochschulpolitik unter Leitung von J. E. Holloway einsetzte, veränderten sich infolge deren Reportes die Rahmenbedingungen für die höhere Bildung der schwarzen und farbigen Südafrikaner grundlegend. Auf diese Weise begannen die Richtlinien der Apartheidsdoktrin im Hochschulsektor einzuwirken. Mit dem Universities Act (Act No. 61 / 1955) von 1955 regelte die Regierung die rechtlichen Rahmenbedingungen für die Hochschulen des Landes neu. In diesem Zuge erhielt Fort Hare seine offizielle Aufnahme in die Gruppe der Universitäten Südafrikas, da inzwischen eine nach „weiß“ und „schwarz“ getrennte Bildungslaufbahn angestrebt wurde. Im Jahre 1955 übernahm Zachariah Keodirelang Matthews nach erfolgreicher Wahl die Funktion des Principals, wurde aber im Folgejahr unter politischem Vorwand verhaftet.  Bis 1958 blieb er im Rahmen des Treason Trial in Haft und kehrte danach als Vice-Principal nach Fort Hare zurück. Im selben Jahr wurde Harry Raymond Burrows neuer Principal der Universität.
Nach der gesetzgeberisch vorangetriebenen Segregation bei der Hochschulausbildung mit dem Mantelgesetz Extension of University Education Act (Act No. 45 / 1959) im Jahr 1959 wurde nun mit dem spezifischen University College of Fort Hare Transfer Act (Act No. 64 / 1959) des gleichen Jahres die Universität faktisch in ein UNISA-College übergeführt. Die Prüfungen, akademischen Grade, Diplome und Zertifikate wurden somit zu Rechtsakten der UNISA erklärt. Eingeschriebene Studenten, die durch ihre Zwischenergebnisse zur weiteren Fortsetzung des Studiums und den Prüfungsvorbereitungen berechtigt waren, durften ihr Prüfungen an der Rhodes University in Grahamstown ablegen.  Damit stellte die südafrikanische Regierung die Hochschule unter ihre unmittelbare Direktionsbefugnis. Konkret wirkte sich dieser Schritt so aus, dass der Südafrikanische Generalgouverneur die Hochschule der Kontrolle des Minister of Bantu Education unterstellte. Damit war nun der Verlust ihrer Unabhängigkeit eingetreten und der Prozess der Verstaatlichung komplett vollzogen. Das gesamte finanzielle und Sachvermögen der Einrichtung wurde dem Bantu Education Account zugeschlagen, der Finanzverwaltung im Ministerium für Bantu Administration.
Diese Veränderungen führten zum Amtsverzicht zahlreicher wichtiger Mitglieder des Lehrkörpers. Zachariah Keodirelang Matthews ging daraufhin vorzeitig in Pension. Im Zuge dieser Veränderungen wurde Principal Burrow auf Betreiben der Regierung entlassen. Mit Wirkung vom 1. Januar 1960 übertrug die Südafrikanische Regierung die Verwaltung der Universität auf der allgemeinen Grundlage des Bantu Education Act in die Verantwortung des Departement of Bantu Education (staatliche Behörde für Bildungsfragen der schwarzen Bevölkerung in Südafrika).
Der stellvertretende Minister für Bantu-Verwaltung und Entwicklung berichtete 1966 im Parlament über die Staatsausgaben bezüglich der Hochschuleinrichtungen für Schwarze seit deren Übernahme im Jahr 1959. Demzufolge erhielt Fort Hare in diesem Zeitraum den größten Anteil mit 4,178 Millionen Rand. Das College of the North folgte mit 4,150 Millionen und das College of Zululand hatte 3,335 Millionen Rand erhalten. In diesem Zusammenhang wurde auf der Grundlage einer Haushaltskontrolle (Report of the Controller and Auditor-General) festgestellt, dass für einen schwarzen Student im Jahr 1964 Kosten in Höhe von 2145 Rand am University College Fort Hare, 1.221 Rand am College of the North und 1.667 Rand am College of Zululand aufgewandt wurden. Demgegenüber standen nach diesem Report vergleichsweise jedoch 483 Rand für Studenten an „weißen“ Universitäten.
Bei der Amtseinführung von J. M. de Wet (Mitglied des Afrikaner Broederbond, zuvor Professor an der Potchefstroom-Universität) in der Nachfolge von Rektor J.J. Ross (Mitarbeiter von SABRA) kam es 1968 erneut zu studentischen Protestreaktionen. In dieser Zeit wurden akademische Stellen in Fort Hare vorzugsweise mit Personen aus dem Kreis der Afrikaaner besetzt, wobei eine Einflussnahme durch das Department of Bantu Education ausgeübt worden ist. Weitere studentische Proteste gegen die Apartheidpolitik folgten in den 1970er Jahren. Im Zuge des Aufstands in Soweto stellte die Universität 1976 für einige Monate ihren Betrieb ein.
Der ANC beschloss auf Grund der verschärften Lebensbedingungen unter der schwarzen südafrikanischen Bevölkerung, eine vielgliedrige Bildungseinrichtung im Ausland aufzubauen. Dazu bot sich Tansania an und daraufhin wurde das Bildungscamp Solomon Mahlangu Freedom College (SOMAFCO) in den Farmsiedlungen von Mazimbu und später in Dakawa im Umfeld der Stadt Morogoro eingerichtet. Auf diese Weise erhielten zwischen 1978 und 1992 viele politische Führer afrikanischer Unabhängigkeitsbewegungen, vorrangig aus dem südlichen Afrika, eine Ausbildung in Tansania. Das SOMAFCO-Camp hielt für die Kinder der studierenden Eltern einen Kindergarten, eine Grund- und weiterführende Schule bereit. Dessen ungeachtet bemühten sich einige Lehrkräfte, die Arbeit in Fort Hare fortzusetzen.
Im Jahr 1987 wurde Govan Mbeki nach seiner Haftentlassung von Robben Island zum Kanzler der Universität ernannt. Dieses Amt übte er bis 1999 aus.

### Zeit nach der Apartheid
Im Zusammenhang mit den politischen Veränderungen Südafrikas in der Regierungszeit von Frederik Willem de Klerk endete 1990 die Apartheidsverwaltung in Fort Hare. Sibusiso Bengu wurde erster schwarzer Principal der Universität Fort Hare. Ihm folgte 1994 Mbulelo Mzamane im Amt, weil Sibusiso Bengu die Führung des Bildungsministeriums in der neuen südafrikanischen Regierung übernahm. Im Jahr 2000 entwickelte die Universität einen strategischen Plan, der die Gliederung in fünf Fakultäten vorsah. Ein Jahr danach würdigte die Einrichtung mit einem festlichen Akt und einer Publikation das Leben und Werk von Zachariah Keodirelang Matthews. Zur Festveranstaltung hielt Südafrikas Präsident Thabo Mbeki eine feierliche Ansprache.

## Lage
Die Universität Fort Hare liegt am Rande der Kleinstadt Alice, auf dem Gebiet des früheren Homelands Ciskei. Der Ort befindet sich im Vorland der Amathole-Berge und etwa 50 Kilometer westlich von King William’s Town. Der Campus ist von der städtischen Siedlung klar abgetrennt, besitzt einen bewachten Haupteingang sowie ein eigenes Straßensystem. Die Gebäude des ehemaligen Forts wurden in der zweiten Hälfte des 20. Jahrhunderts mit neuen Funktionskomplexen und Studentenwohnheimen ergänzt. Heute existiert ein moderner Campus mit umfangreichen Grünanlagen.
Neben dem Hauptcampus in Alice unterhält die Universität Fort Hare zwei Außenstellen. Es handelt sich dabei um den East London Campus in der Church Street von East London sowie den Bhisho Campus in der Independence Avenue von Bhisho bei King William’s Town.

## Personelles und wissenschaftliches Profil
Die Universität Fort Hare hat sich bis in die Gegenwart (2008) zu einer Volluniversität entwickelt. Die Studentenschaft ist zum erheblichen Teil aus nichteuropäischstämmigen Studierenden zusammengesetzt. Die Hauptgruppe bilden Bürger der Republik Südafrika. Ferner finden sich hier Studierende aus zahlreichen anderen afrikanischen Staaten, vorzugsweise aus Nachbarländern Südafrikas. Der Lehrkörper ist international und ethnisch differenziert. In Lehre und Verwaltung finden sich schwarze und weiße Südafrikaner. Ausländische Professoren und Dozenten stammen aus Ländern verschiedener Kontinente.
Mit dem Strategischen Plan 2000 wurde die Universität in fünf Fakultäten neu gegliedert. Diese sind:
- Erziehungswissenschaften (Education)
- Rechtswissenschaften (Law)
- Management und Wirtschaft (Management and Commerce)
- Naturwissenschaften und Landwirtschaft (Science and Agriculture)
- Sozialwissenschaften und Geisteswissenschaften (Social Sciences and Humanities)

## Prinzipals und Vize-Kanzler
Die nachfolgend aufgeführten Personen leiteten das South African Native College, University College of Fort Hare und die University of Fort Hare als Hochschuleinrichtung.
- 1916–1948: Alexander Kerr[20]
- 1949–1955: C. P. Dent
- 1955–1959: Harry Raymond Burrows (wirkte als Principal)
- 1959–1968: J. J. Ross
- 1968–1981: J. M. de Wet
- 1981–1991: J. A. Lamprecht
- 1991–1992: J. B. Gardner (wirkte als Vice-Chancellor)
- 1993–1994: Sibusiso Bengu
- 1995–1998: Mbulelo Vizikhungo Mzamane[21]
- 1999–2007: Derrick Swartz[22]
- 2008–2016: Mvuyo Tom
- seit 2017: Sakhela Buhlungu

## Galerie

Barrierefreies Campusgelände
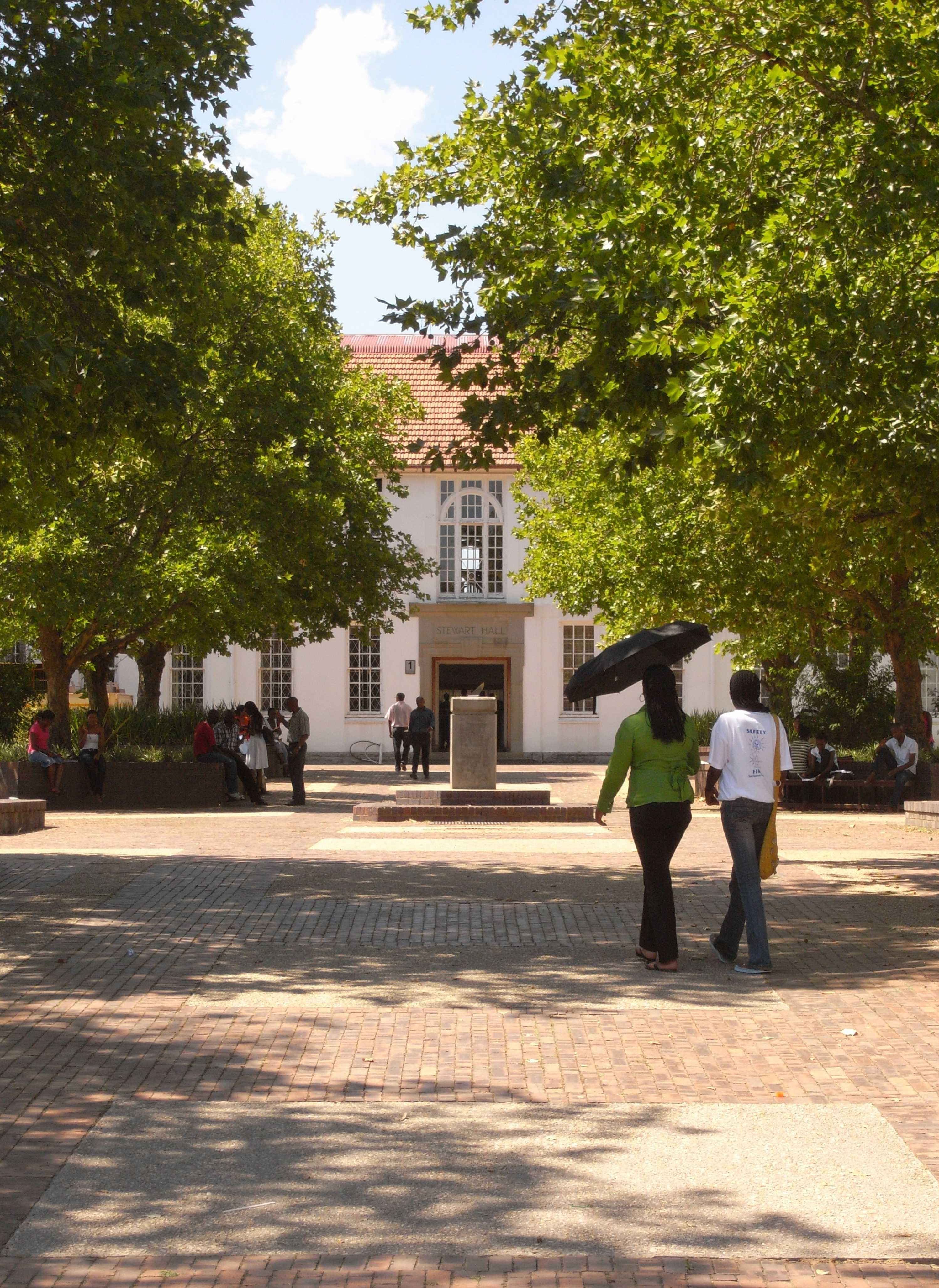
Ehemaliges Rektorat, Stewart Hall
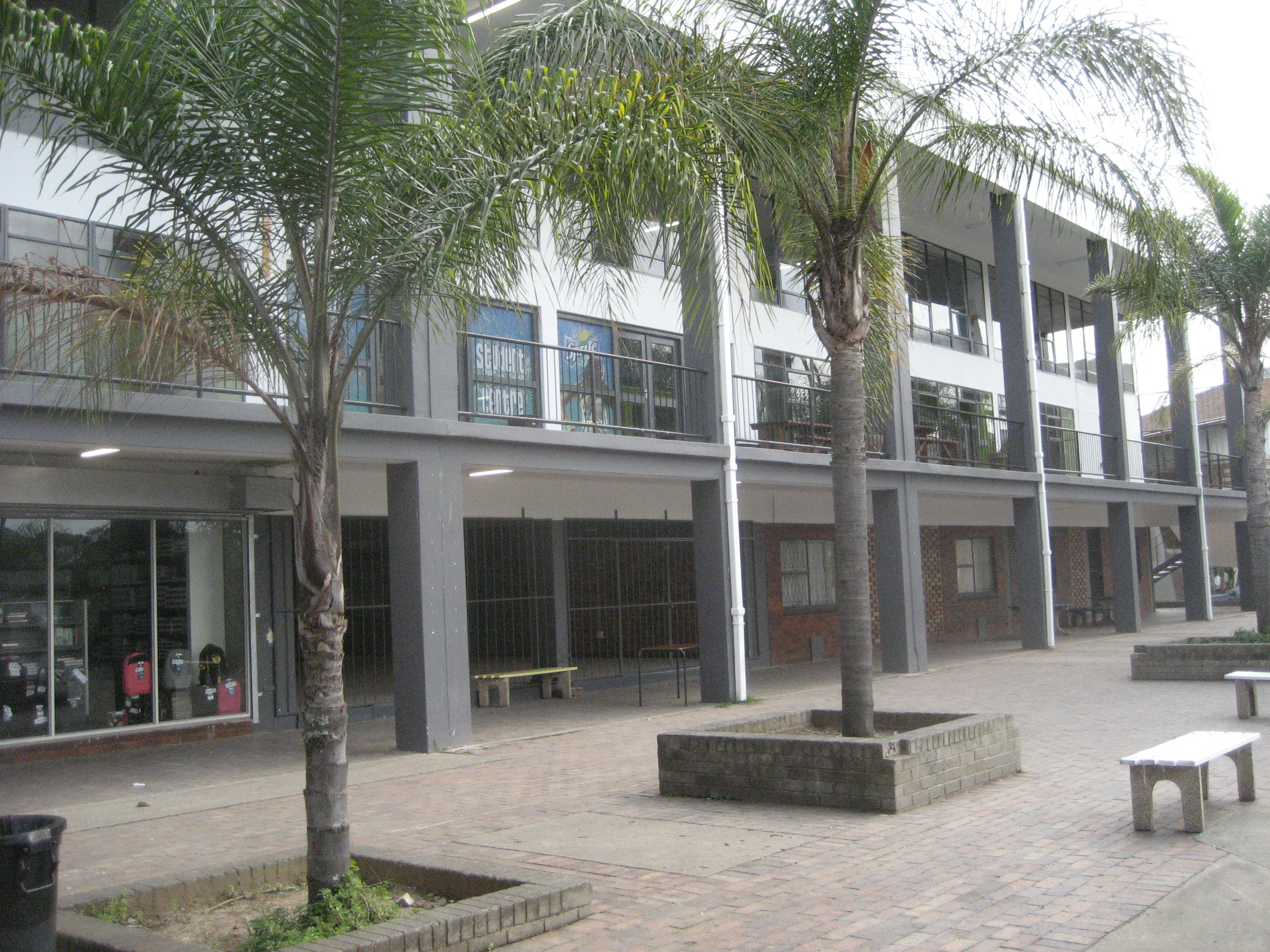
Gebäude des studentischen Bereiches
Palmen auf dem Campus am Staff Centre
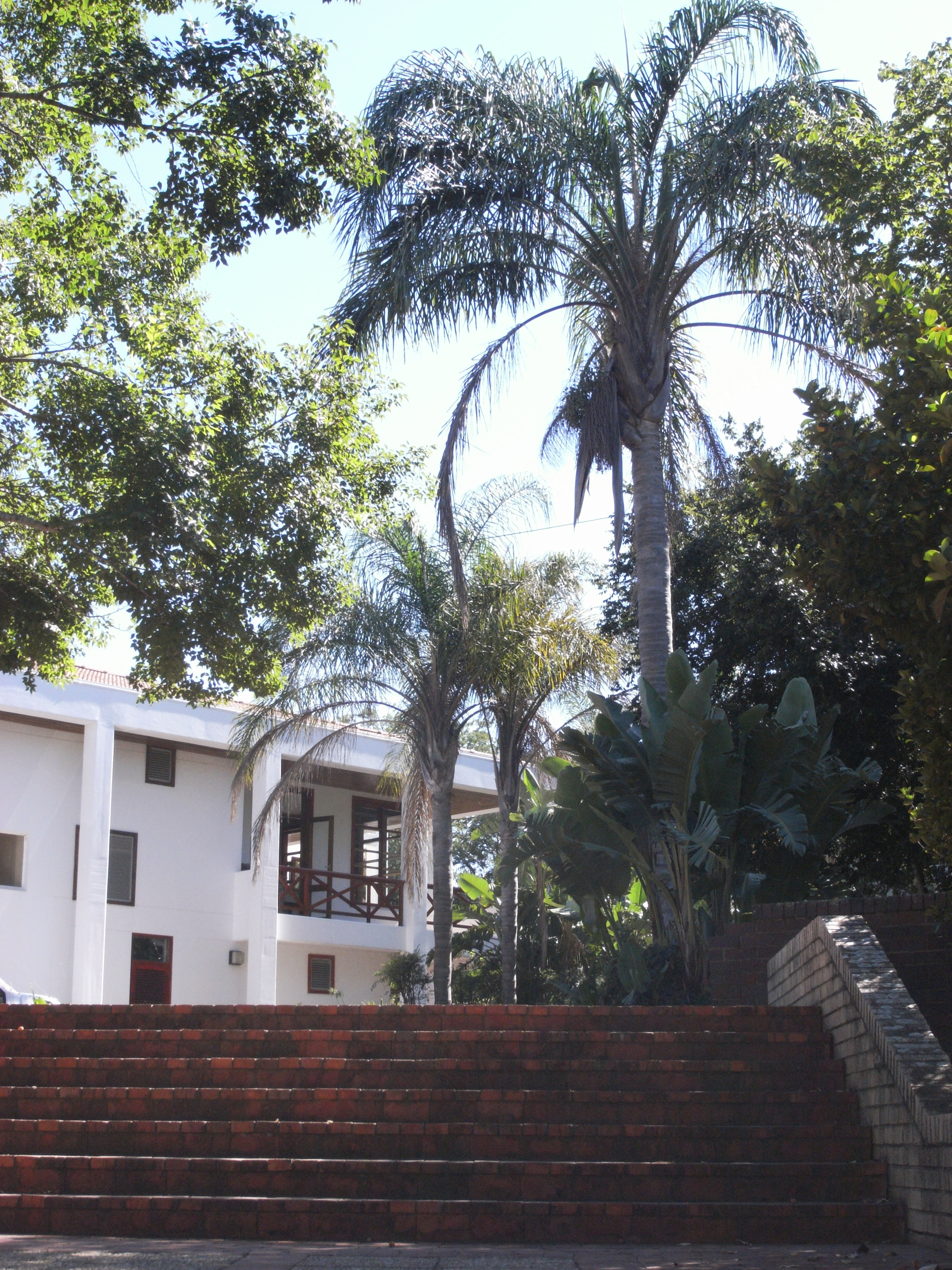
Grünanlagen auf dem Campus
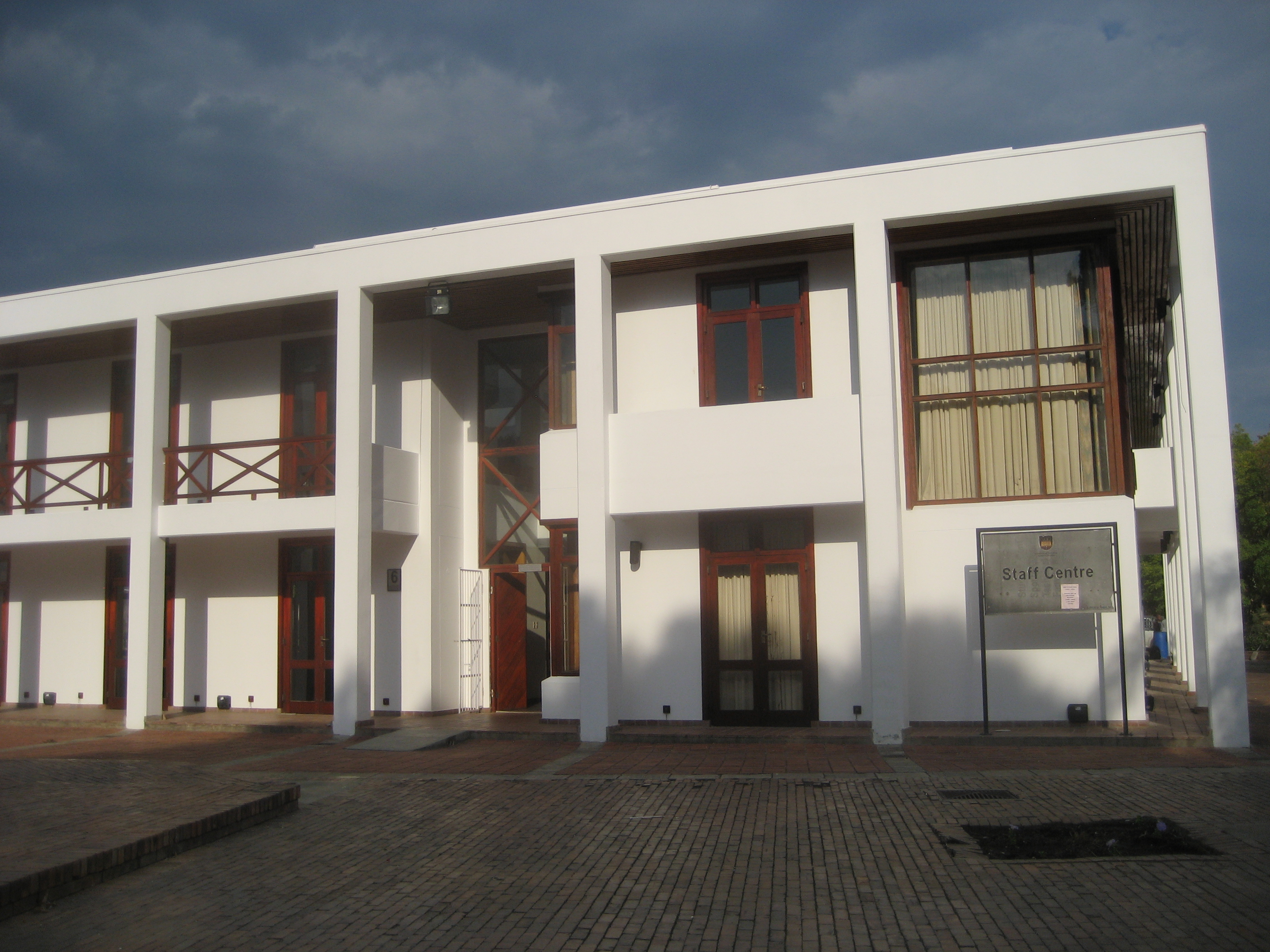
Verwaltungsgebäude mit Speisesaal für Universitätsmitarbeiter (Staff Centre)

## Archiv des African National Congress (ANC)
Die Universität Fort Hare beherbergt im Gebäude ihrer Universitätsbibliothek einen Sonderbereich, das Archiv des African National Congress (ANC), der historische Unterlagen der Organisation, unter anderem große Teile vom Nachlass seines langjährigen Präsidenten Nelson Mandela, verwahrt und wissenschaftlich betreut. Es sind Archivmaterialien (Texte, Bildmaterial, Tondokumente, Kunstobjekte) aus vielen Ländern der Welt vorhanden, die die internationale Zusammenarbeit mit dem ANC dokumentieren. Hier befinden sich auch Unterlagen des SOMAFCO.

De Beers Centenary Art Gallery in Fort Hare

## Galerie Afrikanischer Kunst
Auf dem Campus befindet sich das Gebäude der De Beers Centenary Art Gallery, das seit 1989 eine Sammlung neuerer afrikanischer Kunst beherbergt. Dieses Funktionsgebäude wurde vom De-Beers-Konzern gestiftet und nach einem Entwurf des Architekturbüros Osmond Lange (unter Beteiligung von van der Zee) errichtet. Die Sammlung umfasst Malerei, Graphik und Plastiken von schwarzen Künstlern aus dem 20. Jahrhundert. Auf zwei Etagen sind die Werke präsentiert. Einige Räume werden für Wechselausstellungen genutzt.

## Persönlichkeiten an der Universität
| Name                           | Lebensdaten | Beruf, Funktion oder Tätigkeit |
| ------------------------------ | ----------- | --- |
| Zachariah Keodirelang Matthews | 1901–1968   | Bachelor-Student, von 1936 bis 1959 Dozent an der University Fort Hare, 1966 bis 1968 erster UN-Botschafter von Botswana                                                                                 |
| Govan Mbeki                    | 1910–2001   | Politiker Südafrikas, Politiker des African National Congress (ANC), Vater von Thabo Mbeki |
| Yusuf Lule                     | 1912–1985   | Interimspräsident von Uganda 1979, Professor und Direktor der Makerere-Universität |
| Cedric Phatudi                 | 1912–1987   | Premierminister des Homelands Lebowa |
| Kaiser Matanzima               | 1915–2003   | Präsident des Homelands Transkei |
| Joshua Nkomo                   | 1917–1999   | Gründer der Zimbabwe African People’s Union (ZAPU) |
| Oliver Tambo                   | 1917–1993   | Exilpräsident des ANC – exmatrikuliert wegen aktiver Teilnahme an einem Studentenstreik während seines zweiten Abschlusses                                                                               |
| Nelson Mandela                 | 1918–2013   | 1994–1999 Präsident von Südafrika – unvollendetes Studium in Fort Hare, später Abschluss an der University of the Witwatersrand                                                                          |
| Ntsu Mokhehle                  | 1918–1999   | bis 1998 Premierminister von Lesotho |
| Seretse Khama                  | 1921–1980   | erster Präsident von Botswana |
| Julius Nyerere                 | 1922–1999   | Präsident von Tansania |
| Herbert Chitepo                | 1923–1975   | Führer der Zimbabwe African National Union (ZANU) |
| Robert Mugabe                  | 1924–2019   | Präsident von Simbabwe (Studium 1949–1951) |
| Kenneth Kaunda                 | 1924–2021   | erster Präsident von Sambia |
| Dennis Brutus                  | 1924–2009   | südafrikanischer Dichter |
| Robert Sobukwe                 | 1924–1978   | Gründer des Pan Africanist Congress (PAC) |
| Quett Ketumile Joni Masire     | 1925–2017   | zweiter Präsident von Botswana |
| Allan Hendrickse               | 1927–2005   | Politiker, Prediger und Lehrer |
| Mangosuthu Buthelezi           | 1928–2023   | Führer der Inkatha Freedom Party (IFP) – studierte an der University Fort Hare und wechselte zur University of Natal, dort Studium der Geschichte und Bantu Administration, Führer des Homelands KwaZulu |
| Desmond Tutu                   | 1931–2021   | Erzbischof in Südafrika, Friedensaktivist – Kaplan an der University Fort Hare (Präsenz 1960) |
| Ivy Matsepe-Casaburri          | 1937–2009   | südafrikanische Politikerin, Ministerin für Kommunikation |
| Manto Tshabalala-Msimang       | 1940–2009   | südafrikanische Politikerin, Ministerin für Gesundheitsfragen |
| Njongonkulu Ndungane           | * 1941      | Erzbischof von Kapstadt und Primas der anglikanischen Church of Southern Africa (Graduierung 1958) |
| Chris Hani                     | 1942–1993   | MK-Stabschef, Generalsekretär der South African Communist Party (SACP) – Studium in Fort Hare, diesbezüglicher Abschluss an der Rhodes University (Studium 1959–1961, Graduierung 1962)                  |
| Wiseman Nkuhlu                 | * 1944      | Wirtschaftsberater von Präsident Thabo Mbeki, Chef des New Partnership for Africa’s Development (NEPAD)                                                                                                  |
| Makhenkesi Arnold Stofile      | 1944–2016   | südafrikanischer Politiker, Minister für Sport, Botschafter in Berlin |
| Nyameko Barney Pityana         | * 1945      | Jurist und Theologe, Mitglied der African National Congress Youth League, Vizekanzler und Principal von UNISA                                                                                            |
| Bulelani Ngcuka                | * 1954      | Südafrikas ehemaliger Director of Public Prosecutions |
| Loyiso Nongxa                  | * 1954      | Vizekanzler der University of the Witwatersrand |
| Joseph Diescho                 | * 1955      | namibischer Schriftsteller |
| Pumla Gobodo-Madikizela        | * 1955      | südafrikanische Psychologin, Professorin, Mitglied der Wahrheits- und Versöhnungskommission |